# Liste der Ortschaften im Bezirk Waidhofen an der Thaya
Die Liste der Ortschaften im Bezirk Waidhofen an der Thaya enthält die Gemeinden und ihre zugehörigen Ortschaften im niederösterreichischen Bezirk Waidhofen an der Thaya (in Klammern stehen die Einwohnerzahlen zum Stand 1. Jänner 2024):
- Dietmanns
  - Alt-Dietmanns (620) (Hauptort)
  - Neu-Dietmanns (425)

- Dobersberg (740)
  - Brunn (51)
  - Goschenreith am Taxenbache (89)
  - Großharmanns (37)
  - Hohenau (83)
  - Kleinharmanns (32)
  - Lexnitz (55)
  - Merkengersch (149)
  - Reibers (94)
  - Reinolz (60)
  - Riegers (94)
  - Schuppertholz (70)

- Gastern (336)
  - Frühwärts (217)
  - Garolden (96)
  - Immenschlag (39)
  - Kleinmotten (106)
  - Kleinzwettl (97)
  - Ruders (117)
  - Weißenbach (104)
  - Wiesmaden (53)

- Groß-Siegharts (1910)
  - Ellends (94)
  - Fistritz (118)
  - Loibes (42)
  - Sieghartsles (77)
  - Waldreichs (271)
  - Weinern (67)
  - Wienings (95)

- Karlstein an der Thaya (623)
  - Eggersdorf (50)
  - Göpfritzschlag (100)
  - Goschenreith (60)
  - Griesbach (74)
  - Hohenwarth (91)
  - Karlstein an der Thaya (623)
  - Münchreith an der Thaya (95)
  - Obergrünbach (127)
  - Schlader (37)
  - Thuma (130)
  - Thures (38)
  - Wertenau (32)

- Kautzen (591)
  - Engelbrechts (87)
  - Groß-Taxen (73)
  - Kleingerharts (48)
  - Klein-Taxen (30)
  - Pleßberg (113)
  - Reinberg-Dobersberg (32)
  - Tiefenbach (47)
  - Triglas (47)

- Ludweis-Aigen
  - Aigen (73)
  - Blumau an der Wild (151)
  - Diemschlag (44)
  - Drösiedl (70)
  - Kollmitzgraben (18)
  - Liebenberg (24)
  - Ludweis (183) (Hauptort)
  - Oedt an der Wild (76)
  - Pfaffenschlag (36)
  - Radessen (9)
  - Radl (49)
  - Sauggern (20)
  - Seebs (75)
  - Tröbings (47)

- Pfaffenschlag bei Waidhofen a.d.Thaya (435)
  - Arnolz (71)
  - Artolz (51)
  - Eisenreichs (50)
  - Großeberharts (85)
  - Kleingöpfritz (105)
  - Rohrbach (55)
  - Schwarzenberg (74)

- Raabs an der Thaya
  - Alberndorf (35)
  - Eibenstein (53)
  - Großau (112)
  - Koggendorf (24)
  - Kollmitzdörfl (76)
  - Liebnitz (44)
  - Lindau (51)
  - Luden (40)
  - Modsiedl (94)
  - Mostbach (57)
  - Neuriegers (67)
  - Nonndorf bei Raabs (59)
  - Oberndorf bei Raabs (181)
  - Oberndorf bei Weikertschlag (75)
  - Oberpfaffendorf (17)
  - Pommersdorf (42)
  - Primmersdorf (23)
  - Rabesreith (91)
  - Reith (35)
  - Rossa (95)
  - Schaditz (45)
  - Speisendorf (84)
  - Süssenbach (43)
  - Trabersdorf (14)
  - Unterpertholz (56)
  - Unterpfaffendorf (41)
  - Weikertschlag an der Thaya (142)
  - Wetzles (18)
  - Wilhelmshof (0)
  - Zabernreith (28)
  - Zemmendorf (50)
  - Ziernreith (28)

- Thaya (709)
  - Eggmanns (50)
  - Großgerharts (203)
  - Jarolden (91)
  - Niederedlitz (158)
  - Oberedlitz (79)
  - Peigarten (101)
  - Ranzles (30)
  - Schirnes (47)

- Vitis (1277)
  - Eschenau (66)
  - Eulenbach (141)
  - Grafenschlag (94)
  - Großrupprechts (169)
  - Heinreichs (178)
  - Jaudling (185)
  - Jetzles (123)
  - Kaltenbach (132)
  - Kleingloms (37)
  - Kleinschönau (37)
  - Schacherdorf (48)
  - Schoberdorf (38)
  - Sparbach (86)
  - Stoies (18)
  - Warnungs (63)

- Waidhofen an der Thaya (4033)
  - Altwaidhofen (189)
  - Dimling (100)
  - Götzles (53)
  - Hollenbach (298)
  - Jasnitz (37)
  - Kleineberharts (70)
  - Matzles (114)
  - Puch (85)
  - Pyhra (48)
  - Schlagles (17)
  - Ulrichschlag (110)
  - Vestenötting (52)

- Waidhofen an der Thaya-Land
  - Brunn (245)
  - Buchbach (148)
  - Edelprinz (70)
  - Götzweis (118)
  - Griesbach (19)
  - Kainraths (128)
  - Nonndorf (82)
  - Sarning (37)
  - Vestenpoppen (231) (Hauptort)
  - Wiederfeld (46)
  - Wohlfahrts (168)

- Waldkirchen an der Thaya (486)
  - Fratres (0)
  - Gilgenberg (0)
  - Rappolz (0)
  - Rudolz (0)
  - Schönfeld (0)
  - Waldhers (0)

- Windigsteig (320)
  - Edengans (22)
  - Grünau (28)
  - Kleinreichenbach (72)
  - Kottschallings (80)
  - Lichtenberg (54)
  - Markl (85)
  - Matzlesschlag (48)
  - Meires (67)
  - Rafings (67)
  - Rafingsberg (18)
  - Waldberg (45)
  - Willings (42)